# Вајт Хол (Западна Вирџинија)
Вајт Хол (енгл. White Hall) град је у америчкој савезној држави Западна Вирџинија.

## Демографија
По попису из 2010. године број становника је 648, што је 53 (8,9%) становника више него 2000. године.
| Група             | 2000.       | 2010.       |
| Белци             | 551 (92,6%) | 583 (90,0%) |
| Афроамериканци    | 13 (2,2%)   | 16 (2,5%)   |
| Азијати           | 13 (2,2%)   | 20 (3,1%)   |
| Хиспаноамериканци | 13 (2,2%)   | 12 (1,9%)   |
| Укупно            | 595         | 648         |